# Oliarus marlieri
Oliarus marlieri är en insektsart som beskrevs av Synave 1962. Oliarus marlieri ingår i släktet Oliarus och familjen kilstritar. Inga underarter finns listade i Catalogue of Life.